# Liste du patrimoine immobilier classé de Welkenraedt
Cette page regroupe l'ensemble du patrimoine immobilier classé de la ville belge de Welkenraedt.
| Objet | Année de construction / Architecte | Adresse                        | Section communale | Coordonnées                      | Numéro d’inventaire | Illustration |
| --- | ---------------------------------- | ------------------------------ | ----------------- | -------------------------------- | ------------------- | --- |
| Ensemble formé par la chapelle vôtive dénommée Croix de Pierre ou Trinité et les trois ormes qui l'ombragent, Chaussée de Liège                                              |                                    | Chaussée de Liège              | Henri-Chapelle    | 50° 40′ 25″ nord, 5° 54′ 38″ est | 63084-CLT-0002-01   | Ensemble formé par la chapelle vôtive dénommée Croix de Pierre ou Trinité et les trois ormes qui l'ombragent, Chaussée de Liège                                              |
| L'église Saint-Georges |                                    |                                | Henri-Chapelle    | 50° 40′ 35″ nord, 5° 55′ 55″ est | 63084-CLT-0003-01   | L'église Saint-Georges |
| Chapelle Saint-Roch (façades et toitures) |                                    | Rue de Verviers                |                   | 50° 40′ 05″ nord, 5° 55′ 11″ est | 63084-CLT-0004-01   | Chapelle Saint-Roch (façades et toitures) |
| Maison: ancien quartier-maître (façades, pignons et toitures), murs de soutènement, escalier et pavement de la terrasse qui le précède vers le sud, chaussée de Liège, n° 59 |                                    | Chaussée de Liège n° 59        |                   | 50° 39′ 52″ nord, 5° 54′ 15″ est | 63084-CLT-0005-01   | Maison: ancien quartier-maître (façades, pignons et toitures), murs de soutènement, escalier et pavement de la terrasse qui le précède vers le sud, chaussée de Liège, n° 59 |
| Maison (façades et toiture), place des combattants, n° 21 |                                    | Place des combattants n° 21    |                   | 50° 39′ 40″ nord, 5° 58′ 20″ est | 63084-CLT-0006-01   | Maison (façades et toiture), place des combattants, n° 21 |
| Bois de Hees (partie) |                                    |                                |                   | 50° 41′ 23″ nord, 5° 56′ 05″ est | 63084-CLT-0007-01   | Bois de Hees (partie) |
| Château de Baelen (façades et toitures des parties anciennes et escalier) |                                    | Rue du Château de Ruyff, n° 68 | Ruyff             | 50° 40′ 24″ nord, 5° 57′ 19″ est | 63084-CLT-0009-01   | Château de Baelen (façades et toitures des parties anciennes et escalier) |
| Pompe publique en fonte située Village, entre les n°s 48 et 50 |                                    | n° 48 en 50                    |                   | 50° 40′ 37″ nord, 5° 55′ 43″ est | 63084-CLT-0010-01   | Pompe publique en fonte située Village, entre les n°s 48 et 50 |
| Château de Ruyff |                                    | Rue Saint-Vincent n°71:        | Ruyff             | 50° 40′ 27″ nord, 5° 57′ 03″ est | 63084-CLT-0013-01   | Château de Ruyff |
| Pompe en fonte du XIXe-XXe s; située rue Nishaye, face au n° 30 |                                    | Rue Nishaye, voor n° 30        |                   | 50° 40′ 36″ nord, 5° 56′ 01″ est | 63084-CLT-0014-01   | Pompe en fonte du XIXe-XXe s; située rue Nishaye, face au n° 30 |
| Pompe située rue Nishaye, n° 42 |                                    | Rue Nishaye n° 42              |                   | 50° 40′ 35″ nord, 5° 56′ 03″ est | 63084-CLT-0015-01   | Pompe située rue Nishaye, n° 42 |